# Yokoyamaia ornatissima
Yokoyamaia ornatissima is een slakkensoort uit de familie van de Philinidae. De wetenschappelijke naam van de soort is voor het eerst geldig gepubliceerd in 1927 door Yokoyama.